# Supraśl (gemeente)
De gemeente Supraśl is een stad- en landgemeente in het Poolse woiwodschap Podlachië, in powiat Białostocki.
De zetel van de gemeente is in Supraśl.
Op 30 juni 2004 telde de gemeente 12 467 inwoners.

## Oppervlakte gegevens
In 2002 bedroeg de totale oppervlakte van gemeente Supraśl 187,96 km², waarvan:
- agrarisch gebied: 23%
- bossen: 68%

De gemeente beslaat 6,3% van de totale oppervlakte van de powiat.

## Demografie
Stand op 30 juni 2004:
| Omschrijving                   | Totaal | Totaal | Vrouwen | Vrouwen | Mannen | Mannen |
| ------------------------------ | ------ | ------ | ------- | ------- | ------ | ------ |
| eenheid                        | aantal | %      | aantal  | %       | aantal | %      |
| inwoners                       | 12 467 | 100    | 6354    | 51      | 6113   | 49     |
| bevolkingsdichtheid (inw./km²) | 66,3   | 66,3   | 33,8    | 33,8    | 32,5   | 32,5   |

In 2002 bedroeg het gemiddelde inkomen per inwoner 1114,22 zł.

## Plaatsen
Cegielnia, Ciasne, Cieliczanka, Czołnowo, Dębownik, Drukowszczyzna, Grabówka, Grabówka-Kolonia, Henrykowo, Izoby, Jałówka, Karakule, Komosa, Konne, Kopna Góra, Kozły, Krasne, Krasny Las, Krzemienne, Łaźnie, Majówka, Międzyrzecze, Ogrodniczki, Pieczonka, Podjałówka, Podłaźnie, Podsokołda, Podsupraśl, Pólko, Pstrągownia, Sadowy Stok, Sobolewo, Sobolewo-Kolonia, Sokołda, Sowlany, Stary Majdan, Supraśl, Surażkowo, Turo, Woronicze, Zacisze, Zaścianki, Zdroje, Zielona.

## Aangrenzende gemeenten
Białystok, Czarna Białostocka, Gródek, Sokółka, Szudziałowo, Wasilków, Zabłudów